# Seladerma meracum
Seladerma meracum är en stekelart som först beskrevs av Vittorio Luigi Delucchi 1953.  Seladerma meracum ingår i släktet Seladerma och familjen puppglanssteklar. Arten är reproducerande i Sverige. Inga underarter finns listade i Catalogue of Life.